# Скайлеб-4
Скайлеб-4 (також SL-4 і SLM-3) — третій, останній, пілотований політ на першу американську космічну станцію «Скайлеб». Також Скайлеб-4 називають космічний корабель серії «Аполлон», що здійснив цей політ.
Екіпаж продовжив всеосяжну програму медичних досліджень для отримання інформації про можливість фізіологічної адаптації і реадаптації людського організму до умов невагомості.
В польоті було здійснено чотири виходи у відкритий космос загальною тривалістю 22 години 16 хвилин.
Було встановлено новий рекорд тривалості польоту — 84 доби 01 година 15 хвилин 31 секунда.

## Екіпаж
- Командир — Джералд Карр
- Науковець — Едвард Гібсон
- Пілот — Вільям Поуг

Дублерний екіпаж
- Командир — Венс Діво Бранд
- Науковець — Ленуар Вільям Бенджамін
- Пілот — Дон Леслі Лінд

## Позакорабельна діяльність
Перший вихід — Гібсон і Поуг
- Початок: 22 листопада 1973, 17:43
- Закінчення: 23 листопада 1973, 00:17
- Тривалість: 6 годин 34 хвилини

Другий вихід — Карр і Поуг
- Початок: 25 грудня 1973, 16:55
- Закінчення: 25 грудня 1973, 23:49
- Тривалість: 6 годин 54 хвилини

Третій вихід — Карр і Гібсон
- Початок: 29 грудня 1973, 17:29
- Закінчення: 29 грудня 1973, 20:59
- Тривалість: 3 години 29 хвилин

Четвертий вихід — Карр і Гібсон
- Початок: 3 лютого 1974, 15:19
- Закінчення: 3 лютого 1974, 20:38
- Тривалість: 5 годин 19 хвилин

## Політ
16 листопада 1973 о 14:01:23 UTC з космодрому на мисі Канаверал було успішно запущено космічний корабель Аполлон.
О 22:01 з другої спроби відбулося стикування корабля зі станцією Скайлеб.
8 лютого 1974 о 10:28 космічний корабель Аполлон відстикувався від станції Скайлеб.
8 лютого 1974 о 14:35:59 було здійснено гальмівний імпульс для сходження з орбіти.
8 лютого 1974 о 15:16:54 командний модуль корабля приводнився у Тихому океані у точці з координатами 31° 18' пн.ш., 119° 48' зх.д.